# Biserica de lemn din Lupeni

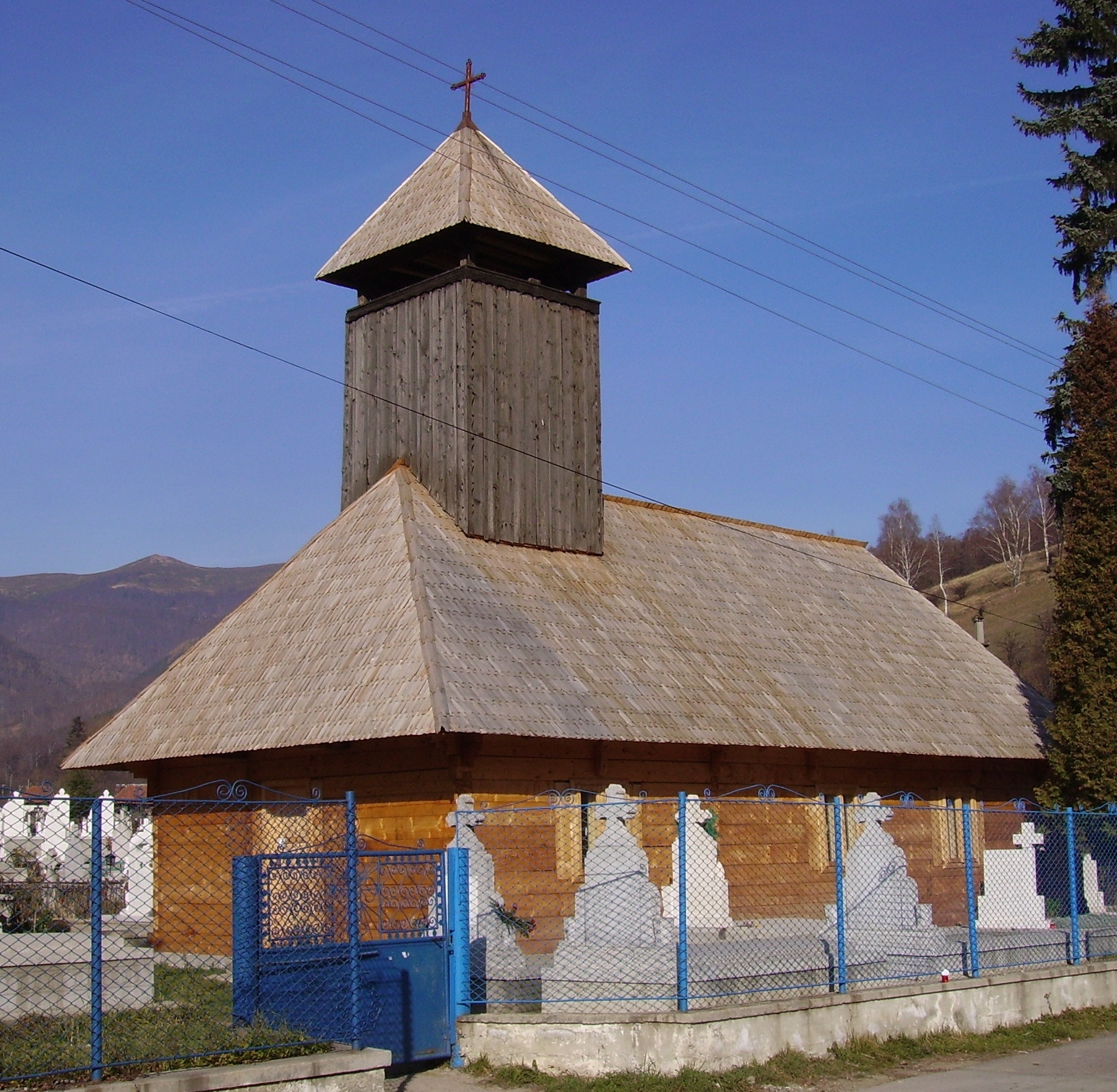
Biserica de lemn „Pogorârea Sfântului Duh” aflată în cimitirul vechi din Bărbăteni, oraș Lupeni, județul Hunedoara, foto: octombrie 2008.

Biserica de lemn din Bărbătenii de Sus, oraș Lupeni, județul Hunedoara a fost ridicată în anul 1870. Are hramul „Pogorârea Sfântului Duh” și figurează pe noua listă a monumentelor istorice, cod LMI HD-II-m-B-03362.

## Istoric
În cartierul Bărbăteni al municipiului Lupeni a fost ridicată, între anii 1792 și 1799, biserica „Pogorârea Duhului Sfânt”. Edificiul, de plan dreptunghiular cu absida ușor decroșată, poligonală cu patru laturi (prezintă particularitatea arhaică a îmbinării bârnelor în ax), conservă, la interior, panouri din vechea pictură, realizată, în 1851, de zugravul Ioan Opriș din Orăștie. Deasupra pronaosului se înalță un turn-clopotniță scund, cu foișor deschis și coif piramidal. O singură intrare, practicată pe latura vestică, asigură accesul în sfântul lăcaș. La acoperiș s-a folosit integral șița. Din pricina degradării bârnelor, în anul 1880, în timpul păstoririi preotului unit Ioan Todoran, biserica a fost rectitorită. Lăcașul, renovat în 2008, a fost inclus pe lista monumentelor istorice. Înaintașa acestuia, arsă de turci în 1788, nu figurează  nici în tabelele conscripțiilor secolului al XVIII-lea și nici pe harta iosefină a Transilvaniei(1769-1733).